# Inga ilta
Inga ilta är en ärtväxtart som beskrevs av Terence Dale Pennington. Inga ilta ingår i släktet Inga och familjen ärtväxter. Inga underarter finns listade i Catalogue of Life.